# Ботанічне
Ботані́чне (до 1944 року — Аїп, крим. Ayıp, Айып) — село Перекопського району Автономної Республіки Крим. Розташоване на північному сході району.

## Історія
Поблизу сіл Борисівки і Кумового знайдено залишки скіфських поселень III–II ст. до нашої ери.
Також біля села є маленький акведук.